# GIRLSET
GIRLSET（ガールセット、朝: 걸셋）は、アメリカの4人組ガールズグループ。JYPエンターテインメント所属。アメリカ人3人とカナダ人1人で構成される。2025年8月29日、『Commas』でデビュー予定。2023年から2025年8月6日まではVCHA（ヴィーチャ、朝: 비차）として活動していた（後述）。

## 概要
J.Y. Parkが計画した「K-POP 3.0」プロジェクトの一環として、アメリカのリパブリック・レコードと韓国のJYPエンターテインメントにより北米で行われたグローバルオーディションプロジェクト「A2K」の最終順位上位6名で2023年に結成され、2024年にVCHAとしてデビュー、2025年にGIRLSETとして再デビューする。

## VCHA
VCHA（ヴィーチャ、朝: 비차）は、6人組で結成されたアメリカのガールズグループ。JYPエンターテインメント所属。アメリカ人5人とカナダ人1人で構成されていた。公式ファンダムネームはVLIGHTS（ヴィライツ）。2024年1月26日、『Girls of the Year』でデビュー。
グループ名は韓国語で「照らす」を意味する「비춰（ビチュォ）」という単語に由来し、「世界を明るく照らす」という意味が込められていた。またJ.Y. Parkが直接考案したグループ名でもあった。

## 略歴

### 2023年
- 9月22日 - A2Kの最終回でメンバー6人が決定し、『VCHA』が結成[1]。同日、プレデビューシングル『SeVit (NEW LIGHT)』をリリース。
- 12月1日 - A2Kのオープニング曲『Ready for the World』をプレデビューシングルとしてリリース。

### 2024年
- 1月26日 - 1stシングル『Girls of the Year』をリリースし、正式デビュー。
- 3月15日 - 2ndシングル『Only One』をリリース。
- 12月8日 - メンバーのKGがVCHAから脱退することを決め、JYPエンターテインメントに契約解除を求める訴訟を提起したとSNSで発表した[3]。

### 2025年
- 7月12日 - メンバーのケイリーがVCHAとしての活動を終了することが発表された[4]。
- 8月7日 - 『GIRLSET』への改名を発表[5]。
- 8月8日 - メンバーKGの活動終了、および改名後初となる新シングル『Commas』の予告コンテンツを公開[6][7]。

## メンバー
| 名前                    | 本名                   | 本名                         | 本名                 | 生年月日               | 出生地                                    | 国籍           | 備考                            |
| 名前                    | 英語表記               | 仮名                         | ハングル             | 生年月日               | 出生地                                    | 国籍           | 備考                            |
| ----------------------- | ---------------------- | ---------------------------- | -------------------- | ---------------------- | ----------------------------------------- | -------------- | ------------------------------- |
| Lexi レクシー 렉시      | Lexus Vang             | レクサス・ヴァン             | 렉서스 뱅            | 2005年11月22日（19歳） | アメリカ合衆国 ウィスコンシン州シボイガン | アメリカ合衆国 | - リーダー - モン族系アメリカ人 |
| Camila カミラ 카밀라    | Camila Ribeaux Valdes  | カミラ・リボー・ヴァルデス   | 카밀라 리보 발데스   | 2005年8月10日（20歳）  | スペイン カタルーニャ州バルセロナ         | カナダ         | - キューバ系カナダ人            |
| Kendall ケンドール 켄달 | Kendall Ebeling        | ケンドール・エブリング       | 켄달 에블링          | 2006年6月1日（19歳）   | アメリカ合衆国 テキサス州フォートワース   | アメリカ合衆国 | - ベトナム系アメリカ人          |
| Savanna サバンナ 사바나 | Savanna Blanca Collins | サバンナ・ブランカ・コリンズ | 사바나 블랑카 컬린즈 | 2006年7月26日（19歳）  | アメリカ合衆国 フロリダ州ボカラトン       | アメリカ合衆国 | - ラテン系アメリカ人            |

### 旧メンバー
| 名前                   | 本名               | 本名                     | 本名                 | 生年月日               | 出生地                                | 国籍           | 備考                                                                                 |
| 名前                   | 英語表記           | 仮名                     | ハングル             | 生年月日               | 出生地                                | 国籍           | 備考                                                                                 |
| ---------------------- | ------------------ | ------------------------ | -------------------- | ---------------------- | ------------------------------------- | -------------- | ------------------------------------------------------------------------------------ |
| KG ケイジー 케이지     | Kiera Grace Madder | キイラ・グレイス・マダー | 키이라 그레이스 매더 | 2007年6月17日（18歳）  | アメリカ合衆国 ミズーリ州セントルイス | アメリカ合衆国 | - 「KG Crown」名義で歌手活動をしている。 - 2025年8月8日活動終了 - VCHA時代のメンバー |
| Kaylee ケイリー 케일리 | Kaylee Lee         | ケイリー・リー           | 케일리 리            | 2009年11月24日（15歳） | アメリカ合衆国 ワシントン州オリンピア | アメリカ合衆国 | - 韓国系アメリカ人 - 2025年7月12日活動終了 - VCHA時代のメンバー                      |
| Kaylee ケイリー 케일리 | Lee Seohee         | イ・ソヒ                 | 이서희               | 2009年11月24日（15歳） | アメリカ合衆国 ワシントン州オリンピア | アメリカ合衆国 | - 韓国系アメリカ人 - 2025年7月12日活動終了 - VCHA時代のメンバー                      |

## ディスコグラフィ

### デジタルシングル
| No. | タイトル                              | 収録曲                                            |
| --- | ------------------------------------- | ------------------------------------------------- |
| Pre | SeVit (NEW LIGHT) （2023年9月22日）   | 1. Y.O.Universe 2. Go Getter 3. Know Me Like That |
| Pre | Ready for the World （2023年12月1日） | 1. Ready for the World                            |
| 1st | Girls of the Year （2024年1月26日）   | 1. Girls of the Year 2. XO Call Me                |
| 2nd | Only One （2024年3月15日）            | 1. Only One 2. Favorite Girl                      |

### ミュージックビデオ
| 年     | タイトル                             |
| ------ | ------------------------------------ |
| 2023年 | - Y.O.Universe - Ready for the World |
| 2024年 | - Girls of the Year - Only One       |